# Фитнес

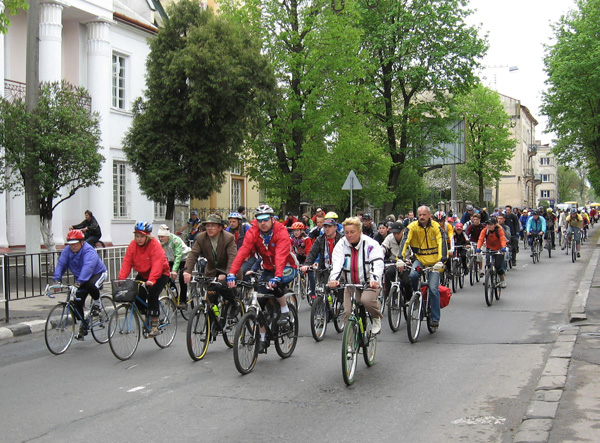
Велосипедисты-любители

Фи́тнес (фи́тнесс, англ. fitness — «соответствие, годность, приспособленность», от fit — «соответствующий, подходящий, годный, в хорошей форме») — это определённый образ культуры и жизни, предполагающий поддержание физической формы и здоровья, что достигается при помощи тренировок, сбалансированного питания и соблюдения набора рекомендаций по организации повседневной деятельности.

Несмотря на распространённый стереотип, который ассоциирует фитнес исключительно с эстетическим видом тела, данное понятие гораздо глубже и затрагивает все аспекты человеческого тела, от ментального состояния до работы над активным долголетием.

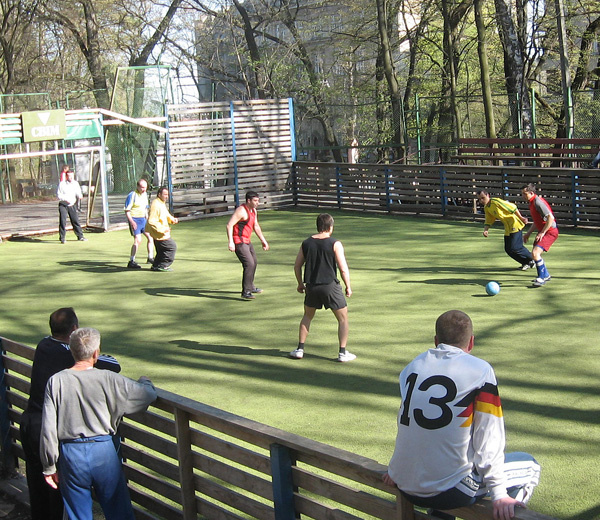
Игра в мини-футбол

## Описание
В современном формате принципы фитнеса исповедуют комплексную работу над возможностями тела и его здоровьем, направленную на улучшение качества жизни человека.
Фитнес включает:
- Физические упражнения, направленные на эстетическую привлекательность тела;
- Специализированные упражнения для улучшения работы опорно-двигательного аппарата;
- Сбалансированное питание;
- Методики для улучшения работы систем тела, в том числе сердечно-сосудистой, лимфатической и нервной;
- Ментальные способы тренировок, в том числе медитацию и расслабление;
- Массажные техники для снятия напряжения.

Важной составляющей фитнеса является развитие пяти основных физических качеств человека:
- Выносливости;
- Ловкости;
- Быстроты;
- Силы;
- Гибкости.

## История развития фитнеса

### Доисторические времена
Хорошая физическая форма помогала выживать первобытному человеку — добывать себе пищу и защищаться от диких зверей. Древние люди занимались фитнесом неосознанно. Прыгать, бегать, приседать, нагибаться их вынуждала жизнь. Наскальные и пещерные изображения той эпохи изображают человеческие фигуры, которые не просто двигаются или танцуют, а метают копья, булавы, бумеранги. Так мужчины, чтобы стать хорошими охотниками, развивали ловкость, меткость и силу. А на последних рисунках тех времён изображены соревнования между разными племенами и награждение победителей. С развитием животноводства и сельского хозяйства у человека появились помощники, начиная от животных и заканчивая различными инструментами. Но работать всё равно приходилось много, поэтому люди были здоровыми и выносливыми. Фитнес продолжил своё развитие в древних цивилизациях. Физическую нагрузку связывали с благосостоянием; считалось[кем?], что не болеет и хорошо живёт тот, кто много работает.

### Античность
История возникновения фитнеса неразрывно связана с античной Грецией. Для эллинов развитие тела, наряду с музыкой и образованием, имело огромное значение. Занимаясь спортом, древние греки стремились достичь единства внешней красоты и внутренней гармонии. Общество идеализировало человека, развитого всесторонне, личность, что является и мыслителем, и атлетом одновременно. Распространению фитнеса содействовали греческие врачи, философы и учёные. Гиппократ был непревзойдённым наездником, Пифагор — известным кулачным бойцом, а Сократ, Платон, Софокл и Еврипид постоянно получали призы за участие в различных состязаниях. Уже в те времена гимнастикой занимались в специально отведённых для этого местах. Древнегреческие термы представляли собой целые комплексы, где можно было не только потренироваться, но и отдохнуть, посетить баню, пообщаться с друзьями. Прообразом фитнес-залов считают Геракловы пещеры на юге Пелопоннесского полуострова: в них археологи обнаружили первые «тренажёры» — примитивные каменные устройства, возраст которых насчитывает почти 3 тысячи лет. Нельзя не упомянуть о фитнес-программах, что существовали в Афинах, Спарте, Персидской империи. Чтобы стать хорошими солдатами, мальчики из богатых семей обязаны были посещать спортивные залы. Но того же требовали и от женщин — чтобы сохранить привлекательность и родить здоровое потомство, они обязаны были следить за своей физической формой. Следующая страница истории фитнеса — это соревнования, что были очень популярными в Олимпии в 8-4 веках до н. э. Олимпийские игры имели настолько сильное влияние в обществе, что для их проведения даже иногда приостанавливали войны. В состав соревнований входили состязания в кулачном бое, борьбе, беге, метании диска и копья, прыжках, езде на колесницах.
В Римской империи соревнования подобного рода стали очень популярными немного позже, во 2 веке до н. э. А в остальные годы население хоть и призывали заниматься спортом, но выполнять физические упражнения обязаны были только военные. Это, безусловно, помогло римлянам завоевать почти весь западный мир, но постепенно приоритетным для населения стало накопление материальных благ и всевозможные развлечения. Расточительство привело к тому, что римская цивилизация постепенно пришла в упадок. Интересно, что варварские племена, разгромившие крупнейшую державу древнего мира, имели физическое превосходство над римлянами, хотя спортивный зал не посещали.

### Древняя Индия и Китай
Огромное значение здоровому телу придавали и на Востоке, правда, стремились не столько к физическому совершенству, как к развитию духовности. Философское учение Конфуция призывало к физической активности, способствуя появлению китайской гимнастики кунг-фу. В Древнем Китае также занимались танцами, бадминтоном, стрельбой из лука, фехтованием и борьбой. В соседней Индии в середине III века до н. э. появилась йога. Упражнения в этом древнем виде фитнеса, как и в кунг-фу имитируют движения животных — общаясь с природой, наблюдая за поведением живых существ, индуистские священники стремились развить и объединить тело, разум и душу.

### Средние века
В эпоху Средневековья, когда выживание уже не зависело от удачной охоты, а для победы в войне нужна была не столько физическая сила, как мощное оружие, к спорту относились довольно небрежно. Даже греческие термы с забвением античной культуры превратились для европейцев в простые бани. О поддержании сильного духа и тела не забывали только рыцари. Благородство и умение сочинять стихи были не единственными проявлениями их мужества. В число рыцарских доблестей входили бег, прыжки, борьба, лазание по шесту и даже плавание. Впрочем, сила и ловкость во все времена имели большую ценность, даже народные забавы не обходились без бега, хождения по канату, игры в кегли, борьбы и прочих увеселений.

### Эпоха Возрождения
О греческой гимнастике Европу заставил вспомнить гуманизм, что появился в Италии и распространился на Англию, Францию и Германию. В XV веке история фитнеса оживает. Первая в Европе школа гимнастики «Каза джокоза» (что в переводе означает «Дом радости») появилась в итальянском городе Мантуя. Основал её педагог-гуманист Витторино да Фельтре. Начиная с XV века, в Германии расцветают фехтовальные союзы и стрелковые общества — этому поспособствовало изобретение и модернизация оружия.

### Новое время
Популярной в Германии становится и гимнастика, во многом благодаря стараниям Герхарда Виста, что боролся за идею создания общедоступных гимнастических заведений, и Иоганна Гутс-Мутса, что издал «Гимнастику для юношества». А «отцом современной гимнастики» считают немецкого педагога Фридриха Яна, что пропагандировал важность физического совершенствования, открыл первую спортивную площадку в окрестностях Берлина, основал несколько спортивно-гимнастических союзов в Германии. Различные спортивные школы открывали и в других европейских странах. Научно-технический прогресс до такой степени облегчил жизнь человека, что гиподинамия стала настоящей угрозой для общества. В XVIII—XIX веках гимнастические программы активно популяризовали в Швеции, Дании, Германии, Франции, Великобритании, Америке. Швед Пер Хенрик Линг, англичанин Арчибальд Макларен, немец Герхард Фит, чех Мирослав Тырш, датчанин Фрэнк Нечтегал, швейцарец Эмиль Жак-Далькроз, французы Жорж Демени, Франсуа Дельсарт и Франс Аморос, американки Кэтрин Бичер и Бесс Менсендик — все эти люди оставили свой след в истории фитнеса.

### Новейшее время
Современный фитнес начали развивать в США на рубеже XIX—XX веков. Считают, что возрождению античных традиций поспособствовали, прежде всего, анаболические стероиды, которыми начали увлекаться спортсмены, что занимались бодибилдингом — эти препараты буквально уродовали и мужчин, и женщин. Фитнес стал некой альтернативой бодибилдингу, что в XX веке покорил Америку. Окончательное возвращение древнегреческих идеалов в американское и европейское общество состоялось в 1896 году, после возрождения Олимпийских игр Пьером де Кубертеном. В США о физических образовательных программах вспомнили во время Второй мировой войны, но ненадолго, исключительно в целях подготовки новобранцев. По-настоящему о важности фитнеса задумались только в начале 1950-х годов, после испытаний, что проводили на американских школьниках. Их результаты были печальными — больше половины участвующих в эксперименте детей не смогли сдать как минимум один из нормативов на гибкость и мышечную силу (по сравнению с 9% школьников в Европе). В этот период многие организации начали активно пропагандировать здоровый образ жизни, просвещать общественность о последствиях отсутствия физической активности в жизни человека. О необходимости заниматься укреплением здоровья настаивал и Джон Кеннеди. Президент сам регулярно посещал спортивный зал, подавая гражданам своей страны хороший пример. Благодаря Кеннеди правительство начало активно заниматься развитием молодёжного спорта. В Америке появилась джаз-гимнастика Моники Бекман, аэробика Джеки Соренсена, а также программы Кена Купера, человека, философия которого была направлена не на лечение, а на профилактику болезней. Те идеи, которые доктор Купер активно распространял, используют и сегодня. Решение о популяризации фитнеса было принято правительством США в 1970-х годах, после того, как масштабы распространения различных заболеваний и ожирения среди американцев приобрели характер эпидемии.

### История фитнеса в России
В РФ фитнес (в современном понимании этого слова) появился лишь в конце 1980-х годов. Первый официальный и настоящий фитнес-клуб был открыт в ноябре 1990 года в Санкт-Петербурге. В советское время понятия «фитнес» не было, существовали только спорт и физическая культура. Но история фитнеса в РФ началась гораздо раньше, когда появились первые видеомагнитофоны, а вместе с ними и видеокассеты, как с практическими занятиями, так и с записями программ. Оказалось, что за границей уже был наработан немалый опыт, уже давно существовали специальные направления фитнеса для женщин и мужчин, для людей разного возраста и телосложения. Нельзя не вспомнить о массовых спартакиадах 1930-х годов, о производственной гимнастике 1950—1970-х, о спортивных клубах и секциях для взрослых и детей, что долгое время были доступны каждому советскому человеку. История фитнеса изменилась при Перестройке, когда спорт стал уделом избранных, а простым гражданам было не до своего внешнего вида. Однако уже в то время в городских подвалах начали открывать подпольные тренажёрные залы («качалки», как их называли), где, в основном, собирались криминальные авторитеты, что подбирали себе «бойцов». А для женской половины населения был придуман шейпинг, что популярен и сегодня. В современном мире фитнес — это не только физические упражнения. Это целая философия, что включает режим, питание, мировоззрение. Сегодня каждый сам решает, заниматься спортом или нет, создавать свою собственную историю фитнеса или не создавать. Очевидно лишь одно — физическая активность, как и тысячелетия назад, имеет огромное значение для здоровья, гармоничного развития и благополучия человека.

## Направления

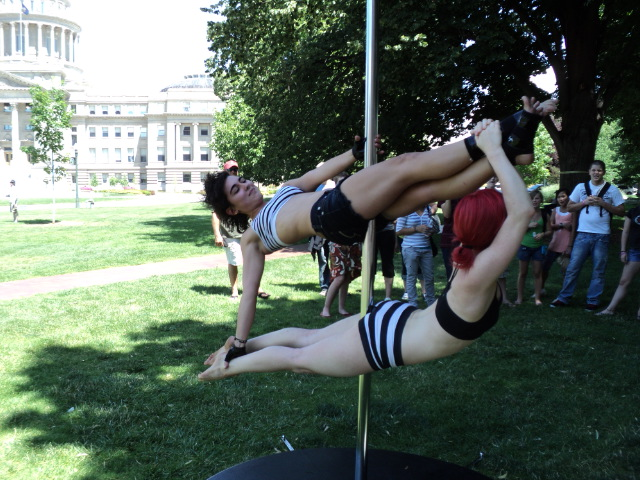
Пилонная гимнастика

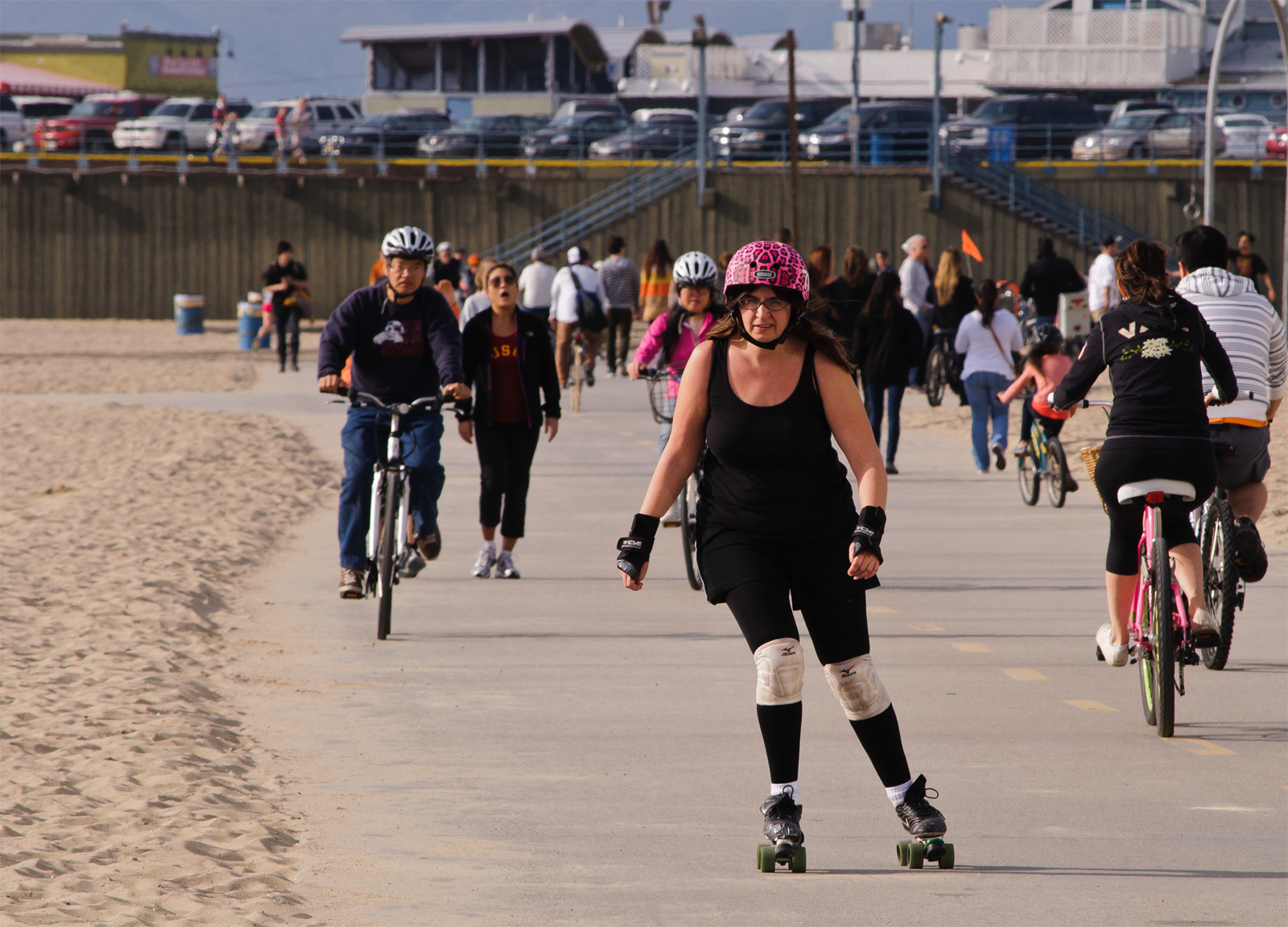
Фитнес на роликах

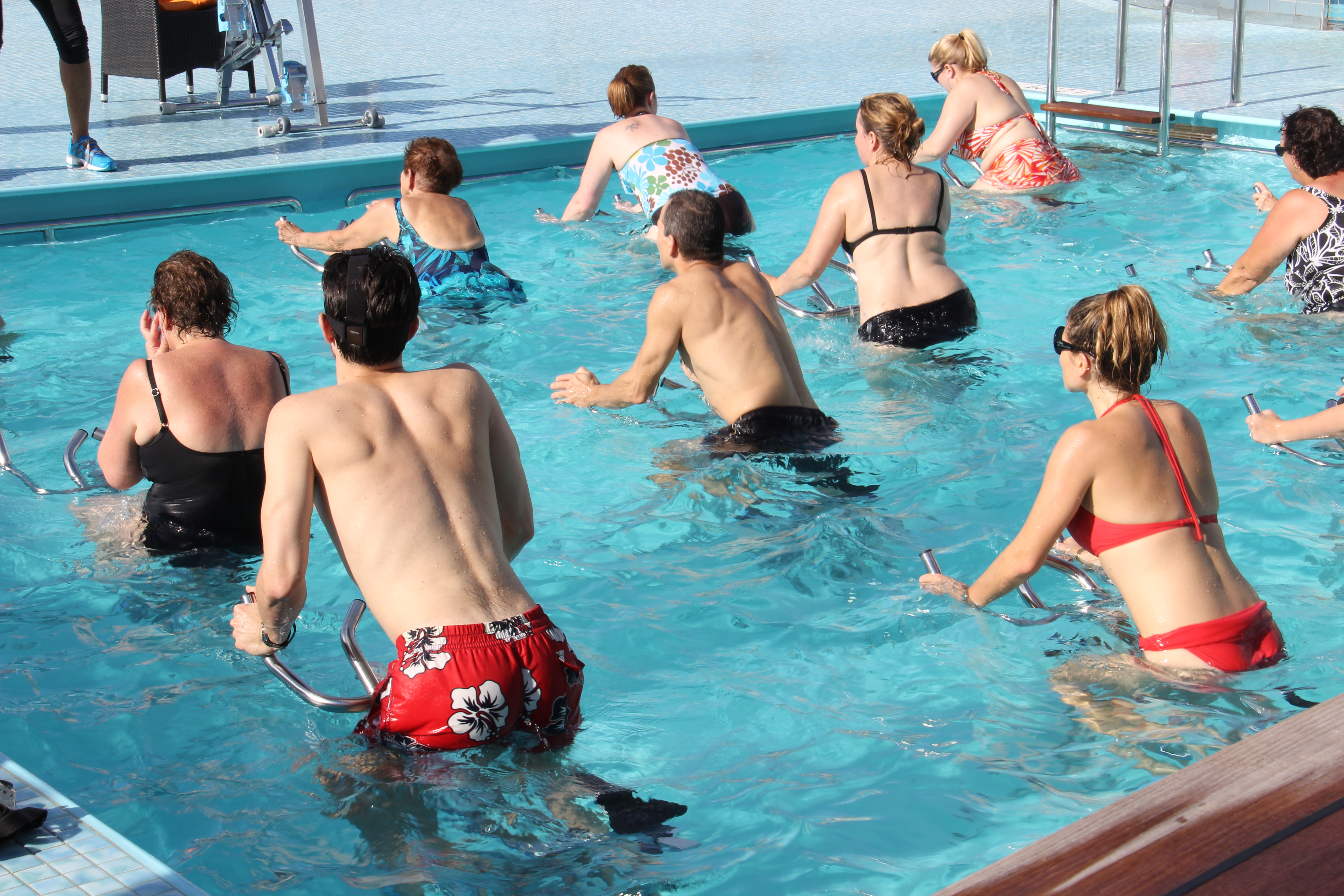
Аквааэробика

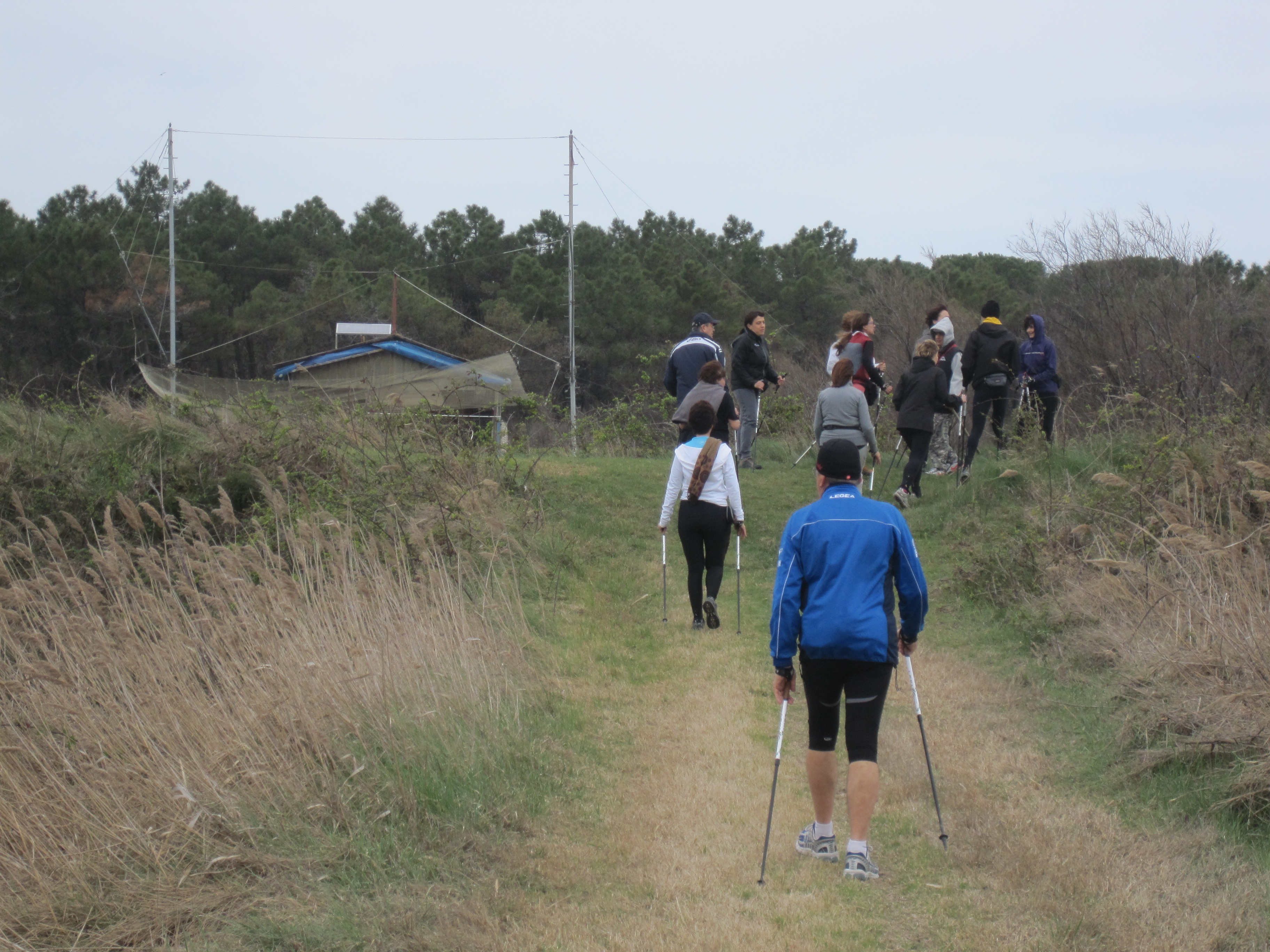
Скандинавская ходьба

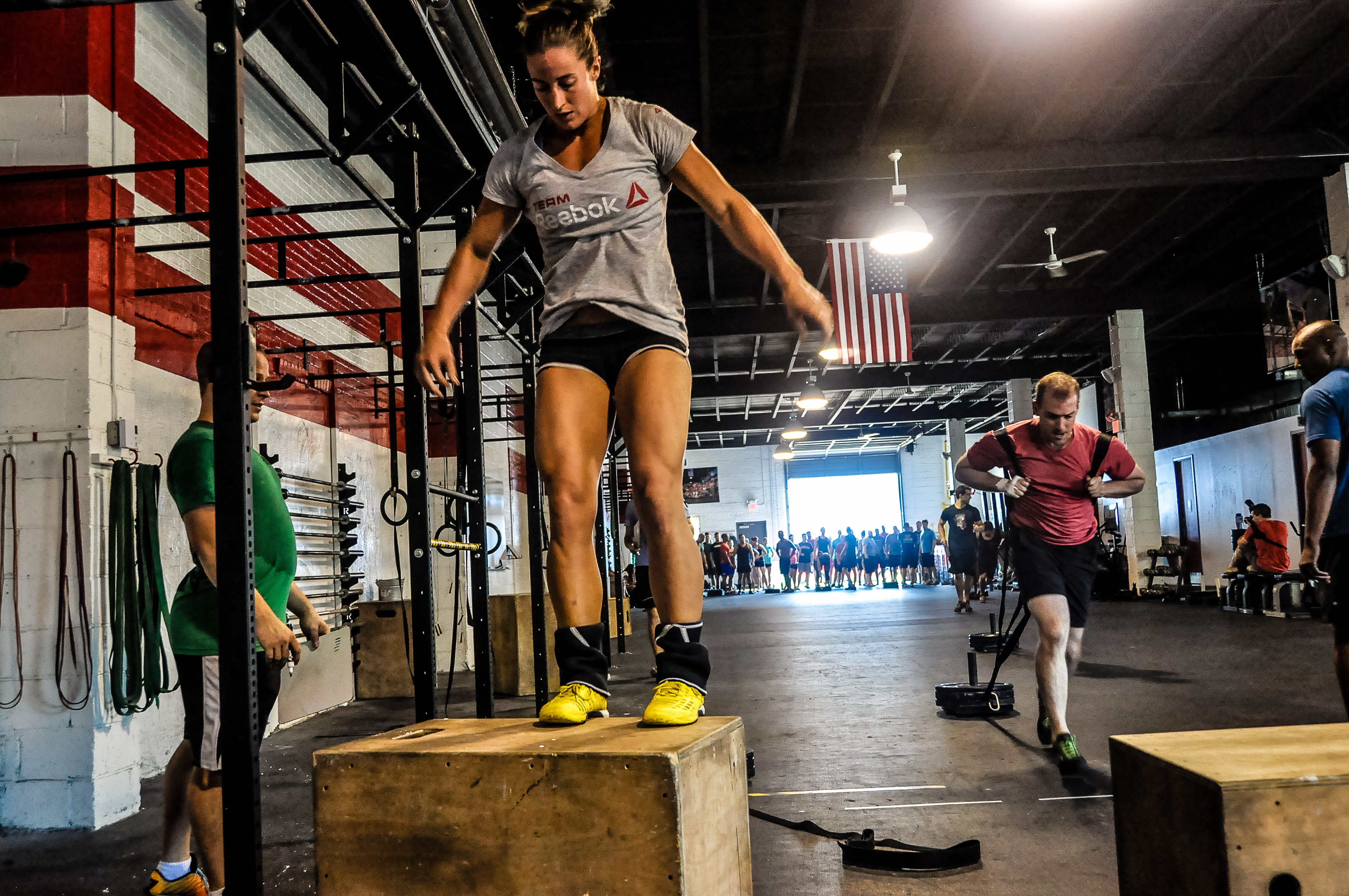
Кроссфит

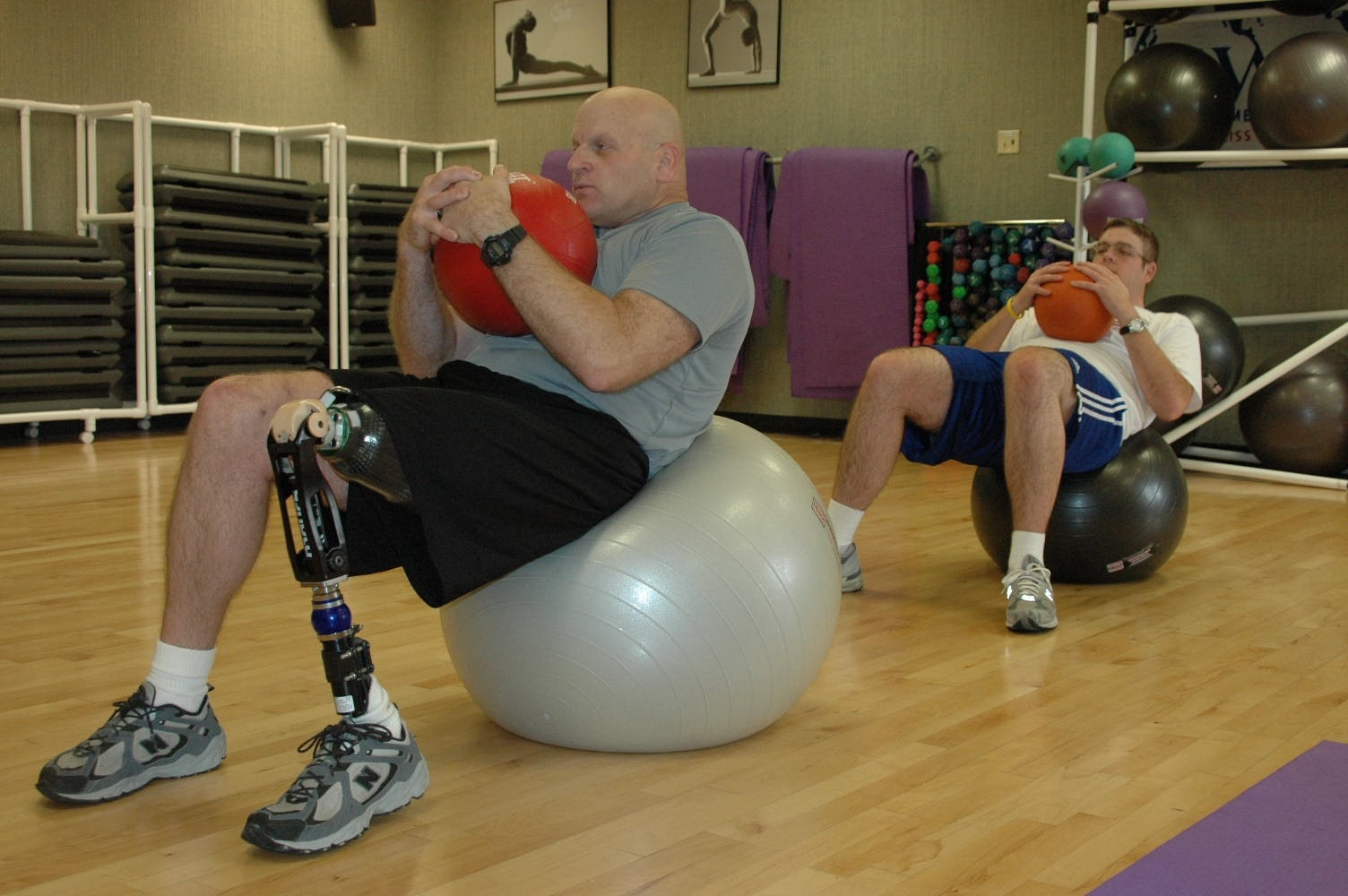
Фитбол

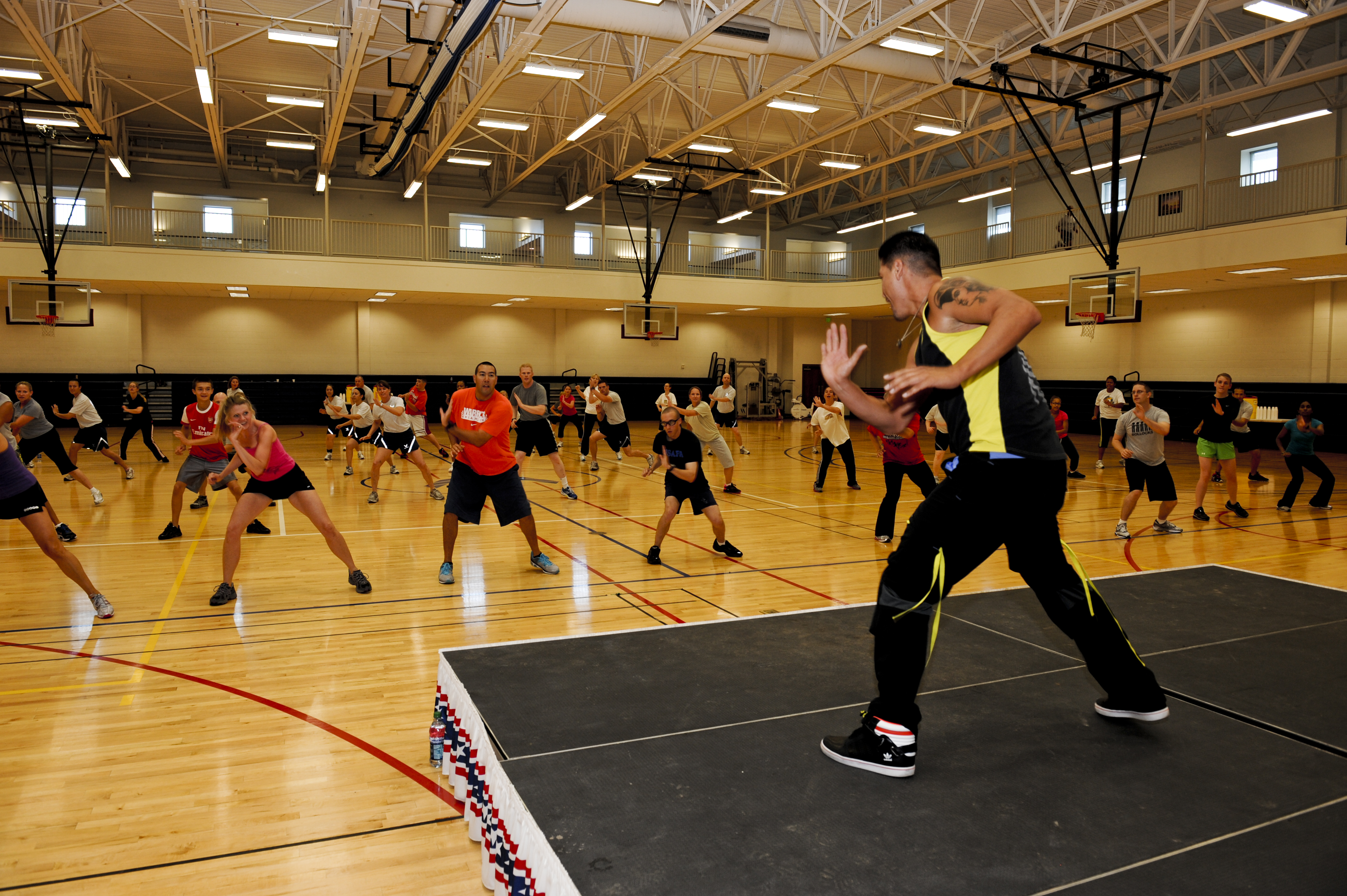
Зумба-аэробика

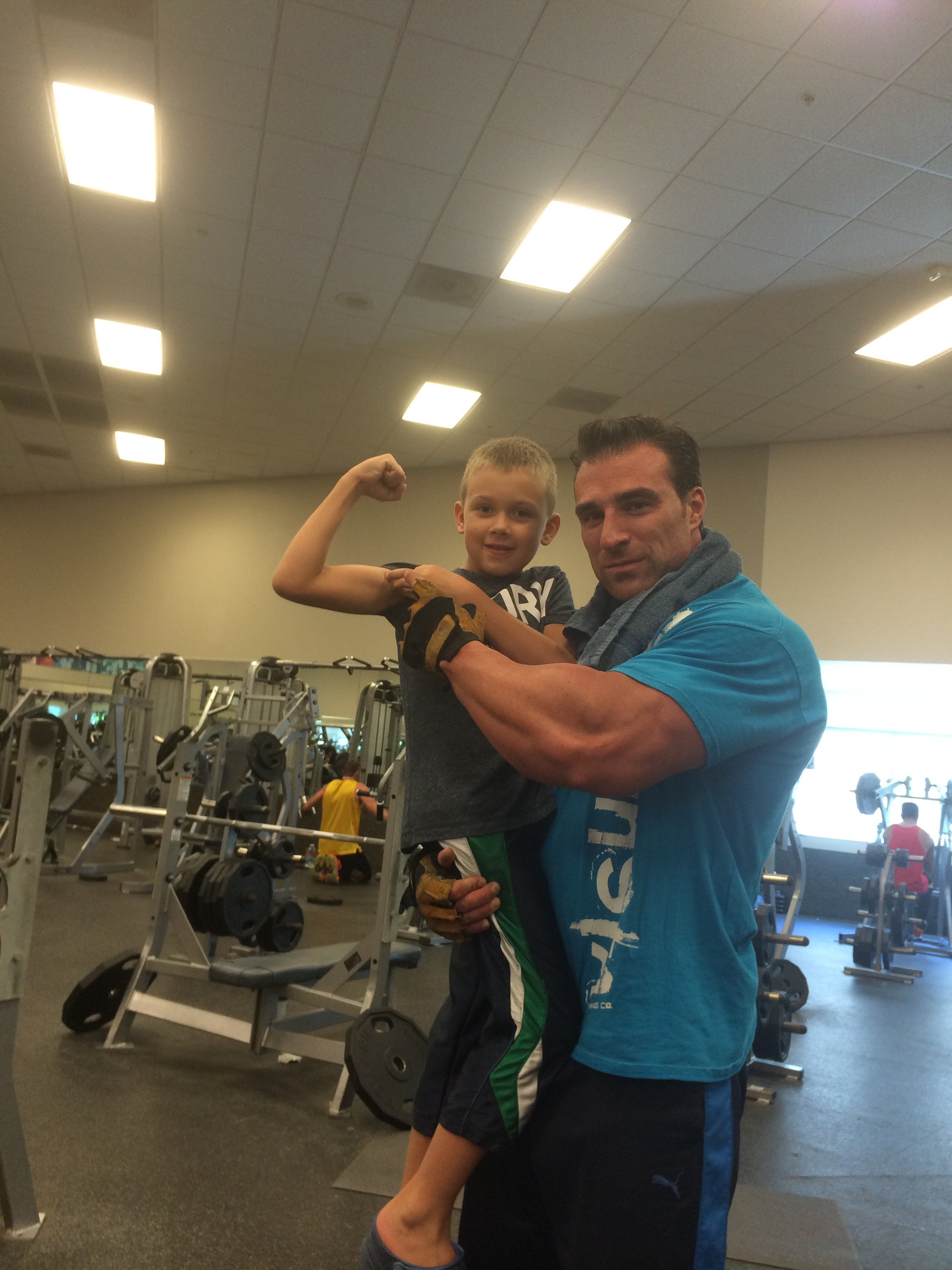
Детский фитнес, Голливуд

### Силовые тренировки
К данной категории можно отнести фитнес-вариации по занятиям бодибилдингом, пауэрлифтингом, кроссфитом и прочими видами тренировок, которые направлены на увеличение силовых показателей или экстремальный набор мышечной массы.

### Функциональный тренинг
Занятия, направленные на сбалансированное развитие физических качеств через многоплоскостные упражнения, основанные на принципах нейтрального выравнивания, стабилизации, подключения сегментов и реактивности.
К данному типу тренировок можно отнести вариации занятий с подвесными петлями, нестабильными поверхностями, гирями и прочим малым оборудованием.
Кроме того, как правило к функциональным занятиям относят интервальные методики.

### Коррекционные тренировки
Набор методик, позволяющий улучшить качество жизни человека при помощи работы с осанкой, устранением мышечных дисбалансов и коррекцией опорно-двигательного аппарата. Многие практики являются адаптированными для обычных людей вариациями лечебной физкультуры или медицинской реабилитологии.

### Пилатес
Методика, состоящая из упражнений, выполняемых в спокойном темпе, содержащая элементы йоги и прочих восточных практик. Концепция в больше степени сконцентрирована на внутреннем мышечном блоке. Тренировки могут проходить как с малым оборудованием, так и с использованием специальных тренажеров.

### Сайклинг
Имитация шоссейной велогонки. Тренировки проводятся в основном в групповом формате. Сторонниками методики заявляется о высоком жиросжигающем эффекте, но в данном случае многое зависит от грамотности тренера и составленной им схемы занятий. Положительно влияет на развитие выносливости.

### Йога
В рамках фитнеса представляют собой упрощенные и адаптированные методики восточных практик. Направлены на развитие гибкости и частично сконцентрированы на ментальном развитии. Важно понимать, что йога в фитнес-формате довольно далека от классической, чтобы позволяет втянуться в процесс новичкам. В большинстве случаев проводится в групповом формате, что требует грамотного выбора инструктора, который обеспечит безопасность занятий.

### Боевые тренировки
В данную категорию входят и бокс, и групповые кардио-занятия в боевом стиле, и восточные единоборства, и ММА, и многое другое.
В отличие от спортивного формата, в фитнесе как сами тренировки, так и спарринги значительно облегчаются, чтобы снизить вероятность получения травмы.

### Восточные практики
Сюда входят Тайцзи, различный виды гимнастик, классический формат йоги и тому подобное. Данные направления требуют серьезного погружения в процесс и уделяют основное внимание больше духовному направлению.

### Аэробика
Направление кардиотренировки, состоящей из различных гимнастических упражнений, которая дается почти всегда в групповом варианте. Имеет ряд модификаций, в том числе степ-аэробику. Обязательным элементом является музыкальное сопровождение.

### Игровые виды спорта
Адаптация тренировок по футболу, баскетболу, волейболу и прочим командным направлениям, которые проводятся в щадящем режиме.

### Прогулки
Сюда входят как обычные прогулки на свежем воздухе по парку, так их вариации в виде хайкинга, треккинга, скандинавской ходьбы.
Положительно влияют на кардио-респираторную систему.

### Бег
Обычно представляет собой спокойный бег по парку, стадиону или тротуару на средние и большие дистанции, обычно не больше полумарафона.
Важно отличать бег на треке или открытом пространстве с его вариациями на беговой дорожке, так как использование тренажера не позволяет выстроить полноценное занятие из-за движущегося полотно, быстро приводя к адаптации тела. Именно по этой причине беговую дорожку стоит использовать исключительно для разогрева тела перед основной частью тренировки. Исключением являются “механические” беговые дорожки, в которых полотно двигается только путем усилия ног.

### Танцевальные занятия
В данную категорию попадает огромное количество направлений, которые являются адаптацией полноценных занятий танцами. Это и Зумба, и брейк-данс, и танцы на шесте, и боди-балет, и многое другое.

### Аквафитнес
К этому направлению относится плавание, различные виды аквааэробики и специализированные методики тренировок в воде.
Несмотря на популярность, данное направление пока находится в стадии становления и формирования структуры.

### Стретчинг
Тренировки, направленные на развитие гибкости. Есть целый ряд направлений и методик, которые можно отнести к этому разделу, в том числе занятия с гамаками, эксцентрические техники и прочее.

## Виды тренировочных программ в фитнесе
Групповые тренировки чаще всего имеют приблизительные одинаковые названия даже в разных фитнес-клубах. При этом зачастую программы именуются на английском языке, поэтому не всегда можно сходу разобраться в видах занятий. Условно можно разделить все виды групповых тренировок на несколько направлений:
- Аэробные тренировки;
- Силовые тренировки;
- Смешанные тренировки (кардио и сила);
- Танцевальные тренировки;
- Низкоударные тренировки.

В идеале ваш тренировочный план должен включать в себя силовую нагрузку, аэробную нагрузку и растяжку/йогу. Растяжку достаточно выполнять 1 раз в неделю, остальные тренировки распределите в течение недели. Если вам не удаётся часто посещать групповые тренировки, то лучше взять на заметку смешанный тип тренировок, в которых предлагается разноплановая нагрузка для всего тела. При этом растяжка — это тот вид программ, которое вполне без ущерба можно выполнять и в домашних условиях. Очень часто один и тот же вид групповых тренировок в разных фитнес-клубах имеет совершенно разное содержание и нагрузку. Поэтому обязательно посетите пробное занятие при выборе групповых тренировок. Даже если вы знакомы с программой (прочитали описание или занимались ранее), лучше увидеть занятие своими глазами. Например, в одних фитнес-клубах в программе Interval training предлагается доступная нагрузка, которая подойдёт для большинства занимающихся, в других фитнес-клубах такие тренировки рассчитаны только на продвинутых. Лучше заранее уточнить уровень сложности каждой программы, чтобы выбрать для себя оптимальную нагрузку. Для некоторых видов групповых тренировок предлагается несколько уровней сложности, например, Step I, Step II, Step III. Это означает первый, второй и третий уровни сложности.
Интервальные тренировки — это такой тип тренировки, при котором интервалы с высокой скоростью выполнения упражнений сменяются на менее интенсивные периоды восстановления. Данный тип тренировок может быть применим как в аэробном (кардио), так и в анаэробном (силовом) формате. Обычно тренировки на выносливость выполняются в течение 35—40 минут со средней интенсивностью. В методе ВИИТ принцип противоположный — интервалы длятся от 10 секунд до нескольких минут на максимальном пределе возможностей, за ними следуют периоды восстановления такой же, большей или меньшей продолжительности. Длительность тренировки примерно от 10 до 60 минут. ВИИТ (высокоинтенсивный интервальный тренинг) завоевал большую популярность из-за того, что он даёт такие же результаты в похудении, как кардиотренировка (и даже лучше) за меньшее время. Такой тип тренинга сжигает больше калорий после тренировки, за счёт эффекта повышенного поглощения кислорода в период восстановления.

## Цитаты
Мы перестаём тренироваться не потому, что становимся старше — мы стареем потому, что перестаём тренироваться! К. Купер
Фитнес — не только один из ключей к здоровому телу, но и основа динамичности и творческой мысли. Джон Кеннеди
Мой главный соперник — это я сама. Я всегда боролась только с самой собой. Елена Исинбаева

Если у тебя что-то болит, значит, это твоё слабое место и его надо тренировать в 2 раза сильнее. Мас Ояма

## Польза для организма
Занятие как фитнесом, так и другими видами физической активности, приносит большую пользу внешнему и внутреннему состоянию человека.
- Уменьшение воспаления[3];
- Укрепление иммунной системы[4];
- Контроль веса[5];
- Менопауза и физическая подготовка[6];
- Контроль артериального давления[7];
- Улучшение психического здоровья[8].